# Lucas Alario
Lucas Nicolas Alario (Tostado, 8 de outubro de 1992) é um futebolista argentino que atua como centroavante. Atualmente joga no Estudiantes.

## Carreira
Revelado pelo Colón, começou sua carreira profissional em 2011, aos 18 anos de idade. Após destacar-se, em 2015 foi contratado pelo River Plate. Alario encaixou como uma luva no time de Buenos Aires, sendo peça fundamental na conquista da Libertadores daquele ano. O atacante marcou o gol do empate contra contra o Guaraní, do Paraguai, no jogo de ida da semifinal da competição, e também balançou as redes no jogo de volta, na vitória por 2–0 no Monumental de Nuñez. Já na final, foi autor de um dos gols que garantiram a vitória pelo placar de 3–0 diante do Tigres, do México.
No Mundial de Clubes da FIFA, fez o gol da vitória apertada do River na semifinal contra o Kashima Antlers, do Japão. Na final contra o Barcelona, no entanto, pouco pôde fazer e viu o clube argentino ser goleado por 3–0. Em 2016, Alario destacou-se na final da Copa da Argentina contra o Rosário Central, marcando um hat-trick (três gols no mesmo jogo) e dando a assistência para Iván Alonso marcar o gol do título na emocionante vitória por 4–3.
Em agosto de 2017 foi negociado com o Bayer Leverkusen, da Alemanha.
No dia 24 de junho de 2022, Alario foi anunciado como novo reforço do Eintracht Frankfurt. O jogador assinou por quatro temporadas, numa transferência cotada em seis milhões de euros.
Teve a sua contratação oficializada pelo Internacional no dia 4 de janeiro de 2024, assinando contrato por duas temporadas. Marcou seu primeiro gol pelo clube no dia 14 de fevereiro, na vitória por 3–1 sobre o Brasil de Pelotas, válida pelo Campeonato Gaúcho.
Alario encerrou sua primeira, e única, temporada pelo Inter, ele teve um bom começo e inclusive marcou um gol no Gre-Nal, em confronto válido pelo Campeonato Gaúcho, porém seu rendimento caiu ao longo da temporada. No total, ele participou de 36 partidas, apenas 15 como titular, e balançou a rede cinco vezes.
Em janeiro de 2025, rescindiu seu contrato com o Colorado e foi anunciado como reforço do Estudiantes.

## Seleção Argentina
Alario foi convocado pela primeira vez para defender a Seleção Argentina em agosto de 2016, para as partidas contra Venezuela e Uruguai, válidas pelas Eliminatórias da Copa do Mundo de 2018.

## Títulos
River Plate
- Copa Libertadores da América: 2015
- Recopa Sul-Americana: 2016
- Copa Argentina: 2015–16 e 2016–17

Seleção Argentina
- Superclássico das Américas: 2017 e 2019

### Prêmios individuais
- Seleção da Copa Libertadores da América: 2015[8][9]
- Melhor Jogador da Copa Argentina de 2015–16[10]
- Seleção da Copa Argentina: 2015–16[11]
- 50° Melhor Jogador do Mundo em 2016[12]

### Artilharias
- Copa Argentina de 2015–16 (7 gols)[13]